# Giovanni Rosso
Đovani Roso (Split, Croacia, 17 de noviembre de 1972) es un exfutbolista croata, naturalizado israelita. Jugó de volante y su último equipo fue el Hajduk Split. 

## Selección nacional
Ha sido internacional con la Selección de fútbol de Croacia; jugó 19 partidos internacionales y anotó un gol.

### Participaciones Internacionales
| Mundial       | Sede     | Resultado    |
| ------------- | -------- | ------------ |
| Eurocopa 2004 | Portugal | Primera fase |

## Clubes
| Club                | País    | Año       |
| ------------------- | ------- | --------- |
| NK Zadar            | Croacia | 1992-1993 |
| NK Zagreb           | Croacia | 1993-1996 |
| Hapoel Be'er Sheva  | Israel  | 1996-1997 |
| Hapoel Haifa        | Israel  | 1997-2000 |
| Beitar Jerusalem    | Israel  | 2000-2001 |
| Maccabi Haifa       | Israel  | 2001-2005 |
| Maccabi Tel Aviv FC | Israel  | 2005-2007 |
| Maccabi Haifa       | Israel  | 2007-2008 |
| Hajduk Split        | Croacia | 2008-2009 |

## Palmarés

### Campeonatos nacionales
| Título                   | Club               | País   | Año  |
| ------------------------ | ------------------ | ------ | ---- |
| Copa de Israel           | Hapoel Be'er Sheva | Israel | 1997 |
| Premier League de Israel | Hapoel Haifa       | Israel | 1999 |
| Premier League de Israel | Maccabi Haifa      | Israel | 2002 |
| Copa Toto                | Maccabi Haifa      | Israel | 2002 |
| Premier League de Israel | Maccabi Haifa      | Israel | 2004 |
| Premier League de Israel | Maccabi Haifa      | Israel | 2005 |